# Psych: Flashback to the Teen Years
Psych: Flashback to the Teen Years è una webserie collegata alla serie televisiva Psych di Steve Franks.
Scritta da Julie Ashton, con la regia di Rob Pearlstein, e trasmessa nel 2009 da USA Network direttamente sul sito dello show; la serie mostra alcuni brevi flashback relativi al 1995, quando Shawn e Gus frequentavano la Leland Bosseigh High School.
Interpreti dei protagonisti sono gli attori Jake Borelli (Shawn) e Dalpre Grayer (Gus).

## Episodi
| n° | Titolo                    | diffusione on-line USA |
| -- | ------------------------- | ---------------------- |
| 1  | Hair Today, Bald Tomorrow | 18 settembre 2009      |
| 2  | Job Unfair                | 25 settembre 2009      |
| 3  | Unlicensed to Drive       | 9 ottobre 2009         |

### Hair Today, Bald Tomorrow
Durante un progetto di scienze, Gus sintetizza un prototipo di MP3, ma Shawn, sostenendo che tale tecnologia non abbia futuro ne utilità, si dedica invece alla realizzazione del "gel per capelli perfetto"; utilizzando tuttavia solo materiali pericolosi o nocivi che ne provocano la caduta.

### Job Unfair
Shawn e Gus partecipano alla fiera dei mestieri organizzata dal liceo, durante la quale il primo, pur di avere dei bloc-notes omaggio ad uno stand, vi si registra col nome dell'amico. Lo stand in questione altri non è che la Central Coast Pharmaceuticals.

### Unlicensed to Drive
Dopo aver svolto l'esame di guida superandolo col massimo dei punti, Gus scopre che Shawn invece non l'ha nemmeno sostenuto. Alla richiesta di spiegazioni, l'amico gli risponde di stare considerando di comprare una motocicletta per evitare le responsabilità comportate da un'automobile.